# Distribuție de film
Distribuție este termenul folosit pentru a exprima nominalizarea rolurilor actorilor unui film. Mai precis este totalitatea actorilor ce evoluează în acțiunea filmului.
De multe ori se confundă termenul de distribuție și cu înșiruirea membrilor echipei tehnice care a participat la realizarea producției, inclusiv a producătorului (producătorilor) și a regizorului filmului, care aparțin de fapt genericului.
Distribuția începe prin nominalizarea, în primul rând, a celui mai important actor, de multe ori acesta este cel care aduce publicul în sala de cinematograf, urmând cu cel cu participarea expresă, chiar dacă nu are rolul cel mai important din film, apoi cu rolurile mai mult sau mai puțin importante, iar la sfârșitul nominalizarii în alte roluri, cei care visează să fie primul.